# Annie Svedin
 Annie Svedin, född 12 oktober 1991 i Sundsvall, är en svensk ishockeyspelare (back) som spelar i Sundsvall Wildcats.
Annies moderklubb är Timrå IK, men hon har även spelat i Modo Hockey och den amerikanska collegeligan. Där spelade hon för Ohio State Buckeyes och gjorde 5 mål och 22 assist på 134 matcher. Skolgången på Ohio State University var tuff och krävande, och hon tackade tidigt nej till OS i Sotji 2014 för att kunna slutföra studierna. När det var dags att flytta hem till Sverige valde hon mellan Wildcats och Modo, där till slut familjen och hemlängtan gjorde att det blev Wildcats. Hon var med ett mål i finalen med och vann brons i Junior-VM 2009, medan det på A-lagsnivå blivit 130 landskamper för Damkronorna.

## Meriter
- Junior-VM 2009: Brons
- VM 2011: 5:a, Zürich, Schweiz
- VM 2012: 5:a, Burlington, USA
- VM 2015: 5:a, Malmö, Sverige

## Klubbar
- Timrå IK
- Modo Hockey
- Ohio State Buckeyes, 2010-2014
- Sundsvall Wildcats, 2014